# Resident Evil: Archives
Resident Evil: Archives (バイオハザードアーカイブス?) es un videojuego adaptación de la primera entrega de Resident Evil. Los personajes elegibles son Jill Valentine y Barry Burton, mientras ellos están en compañía, Chris Redfield tiene de soporte a Rebecca Chambers, la médica militar y bioquímica y única superviviente del equipo Bravo.

## Historia
El juego original transcurre en la noche del 24 de julio de 1998 en las afueras de Raccoon City, en Raccoon Forest dentro de Arklay Mountains, donde ocurren una serie de extraños asesinatos. Las víctimas fueron atacadas por un grupo de asaltantes de alrededor de 10 personas, que dejaron marcas de canibalismo. El ayuntamiento local envía al equipo Bravo del grupo de élite, los S.T.A.R.S. (servicio de tácticas especiales y rescate). Después de que el contacto con el equipo Bravo se pierde, se envía al equipo Alpha para encontrarlos y continuar la investigación. El equipo Alpha localiza el helicóptero del equipo Bravo derribado, pero no hay indicios de supervivientes; solo el cadáver de Kevin Dooley. Mientras buscan nuevas pistas en el área, el equipo Alpha es atacado por una jauría de cerberus, uno de los cuales mata a un miembro del equipo, Joseph Frost. El piloto del helicóptero, Brad Vickers, despega y los abandona. Perseguidos por los cerberus que mataron a su colega, el equipo Alpha se ve obligado a buscar refugio en una mansión cercana, que se cree abandonada.
Con los cerberus fuera de la mansión, los miembros del Alpha Team (Jill Valentine, Chris Redfield, Barry Burton y Albert Wesker) se encuentran atrapados dentro. Oyen un disparo, y es en esos momentos cuando el jugador toma el control del personaje seleccionado. Uno de los primeros descubrimientos que se hacen es encontrar el cuerpo de un miembro del Bravo Team, Kenneth Sullivan, siendo devorado por un zombi. Una serie de documentos y archivos encontrados sugieren que un grupo clandestino de investigación lleva a cabo una serie de experimentos ilegales en la propiedad bajo la autoridad y supervisión de los conglomerados farmacéuticos conocidos como Umbrella. Las grotescas criaturas que rondan la mansión y la región circundante son el resultado de estos experimentos, que se han puesto de manifiesto en el personal de la mansión y en diversos animales e insectos a partir de un potente agente biológico conocido como T-Virus, el cual es extremadamente contagioso (de ahí el título japonés, "Riesgo Biológico" (BioHazard).

## Descripción general
El juego se compone de personajes creados con figuras poligonales en 3D que se ponen sobre un mapa de bits. Por ende, el juego posee ángulos de cámara predeterminados, que son estáticos, en vez de una cámara que siga al jugador. Como resultado, el juego utiliza un esquema de control de visión y movimientos tipo tanque de guerra. En lugar de que el jugador mueva el personaje en la dirección empujado por el control, el personaje se mueve hacia adelante al lugar de pulsar arriba, hacia atrás, presionando hacia abajo y hacia el objetivo al empujar hacia la izquierda o derecha los botones direccionales.
El jugador lucha contra los enemigos para aprovisionarse de armas y municiones. Cuando ataca, el jugador se queda estático y puede ver simultáneamente su inventario y el objetivo a destruir (hacia arriba/adelante o hacia abajo/atrás). Inicialmente, las únicas armas disponibles son un cuchillo de combate y una Beretta 92FS, pero en el transcurso de juego se pueden conseguir más armas, tales como una Remington 870 y un Colt Python. La provisión de municiones es bastante escasa y limitada.
El jugador debe sobrevivir luchando contra los distintos monstruos que pueblan la mansión. Los enemigos más comunes en el juego son zombis, que son de movimiento lento y fácil escape al estar lejos, pero difícil de evitar cuando están cerca. En escenarios posteriores del juego, el jugador debe luchar también contra los perros zombi (conocidos como "Cerbero"), cazadores, quimeras y Web Spinners, así como pequeños enemigos como cuervos, avispas y serpientes. El jugador también debe luchar contra los jefes, como una gigantesca serpiente, una araña gigante, la Planta 42, un gigantesco tiburón, y el Tirano.
La salud se recupera gracias a primeros auxilios en aerosol o hierbas curativas. De los dos, las hierbas curativas son más comunes y recuperan solo una parte de la salud, mientras que los primeros auxilios en aerosol son más escasos aunque recuperan la totalidad de la salud. Hay tres tipos de hierbas curativas disponibles: Verde para recuperación de la salud, Roja para potenciar el efecto de la hierba Verde (Hay que combinarlas), y la Azul que es un antídoto.
El jugador tiene que explorar la mansión, recoger las llaves y diversos artículos que son parte integral del progreso del juego, así como también debe solucionar acertijos y rompecabezas a lo largo de su recorrido. La capacidad para llevar artículos en el inventario es limitada, por lo cual solo se pueden llevar aquellos que sean de primera necesidad para poderle dar campo a elementos futuros; también hay cajas disponibles para almacenar cualquier elemento que se deba usar luego.
El jugador puede guardar sus avances cada vez que se encuentra una máquina de escribir que tenga cinta, y las cintas disponibles no son muy abundantes, por lo que la decisión si guardar o no es un factor muy importante ya que se debe tener en cuenta si se han hecho progresos suficientes que justifiquen grabar.
También hay disponibles diversos documentos que proporcionan las soluciones a ciertos acertijos o simplemente divulgar aún más la trama.

## Personajes
Equipo Alpha
- Chris Redfield

- Jill Valentine

- Barry Burton

- Albert Wesker

- Brad Vickers

- Joseph Frost

## Finales alternativos
El juego muestra un final diferente dependiendo del desempeño del jugador, principalmente porque Barry o Rebecca y el otro personaje principal con el que no se juega, se ven afectados. Si el juego se completa correctamente, estos dos sobreviven y se salvan junto con los personajes principales, si no, mueren y el "final completo" no aparece, que no varia mucho principalmente por esta variante.
Cabe destacar que dependiendo del tipo de final que se consiga, se obtendrán elementos extras en el juego.
- Datos: Q6106418